# Йохан I фон Олденбург-Делменхорст
Йохан I фон Олденбург-Делменхорст (на немски: Johann I von Oldenburg-Delmenhorst; Johann III von Delmenhorst, Graf von Oldenburg & Delmenhorst; * пр. 1294; † между 18 март и 1 юли 1348) е граф на Олденбург-Делменхорст.

## Произход
Той е син на граф Ото II фон Олденбург-Делменхорст († 1304) и съпругата му Ода фон Щернберг, дъщеря на граф Хайнрих I фон Шваленберг-Щернберг († 1279). Майка му е сестра на Конрад II фон Щернберг († 1277), архиепископ на Магдебург (1266 – 1277). Братовчед е на Ото I фон Олденбург († 1348), архиепископ на Бремен (1344 – 1348).

## Фамилия
Йохан I фон Олденбург-Делменхорст се жени за Кунигунда фон Вьолпе († сл. 13 юли 1335), дъщеря на граф Бурхард II фон Вьолпе и втората му съпруга Ерменгард († сл. 1284). Те имат седем деца:
- Бернхард († сл. 1352), каноник в Хилдесхайм
- Бурхард († сл. 1348)
- Йохан (* сл. 1349), каноник в Минден
- Кристиан VIII Стари (* 1335; † сл. 1367), граф на Олденбург-Делменхорст, женен за графиня Хайлвиг фон Хоя († сл. 1374), дъщеря на граф Ото II фон Хоя и Ерменгард фон Холщайн
- Кунигунда († сл. 1344), монахиня в Мариензе
- Агнес († сл. 1344), монахиня в Мариензе
- Рикарда, омъжена за Готшалк фон Плесе († сл. 1353)